# Lauren Berlant
Lauren Gail Berlant (* 31. Oktober 1957; † 28. Juni 2021) war eine US-amerikanische Wissenschaftlerin, Kulturtheoretikerin und Autorin. Berlant hatte die George M. Pullman Distinguished Service Professur für Englische Sprache und Literatur an der University of Chicago inne, wo sie von 1984 bis 2021 lehrte. Berlant schrieb und lehrte über Themen wie Intimität und Zugehörigkeit in der Populärkultur, in Bezug auf die Geschichte und das Phantasma der Staatsbürgerschaft.

## Studium
Berlant erwarb 1979 einen BA-Abschluss in Englisch am Oberlin College, 1983 einen MA-Abschluss an der Cornell University und 1985 schließlich einen Doktortitel an der Cornell University, nachdem sie bereits eine Lehrtätigkeit an der University of Chicago aufgenommen hatte. Sie sagte, dass sie aufgrund von Studiendarlehen gezwungen war, das Studium ohne Unterbrechung fortzusetzen, weil ein Abbruch die Rückzahlung des Darlehens zur Folge gehabt hätte. Berlants Dissertation trug den Titel Executing The Love Plot: Hawthorne and The Romance of Power (1985).

## Akademische Karriere
Berlant lehrte von 1984 bis 2021 an der University of Chicago. Die Universität verlieh Berlant einen Quantrell Award for Excellence in Undergraduate Teaching (1989), einen Faculty Award for Excellence in Graduate Teaching and Mentoring (2005) und den Norman Maclean Faculty Award (2019).
Zu Berlants weiteren Auszeichnungen gehören ein Guggenheim-Stipendium und der René-Wellek-Preis der American Comparative Literature Association für ihr Buch Cruel Optimism sowie der Alan Bray Memorial Book Award der Modern Language Association (MLA) für das beste Buch im Bereich Queer Studies in Literatur oder Kulturwissenschaften. Berlant wurde 2018 in die American Academy of Arts and Sciences gewählt.
Berlant war 2002 Gründungsmitglied von Feel Tank Chicago. Sie arbeitete mit vielen Zeitschriften zusammen, darunter (als Herausgeber) Critical Inquiry. Gemeinsam mit Lee Edelman, Benjamin Kahan und Christina Sharpe gab Berlant die Reihe Theory Q von Duke University Press heraus.

## Werk
Berlant war Autorin der Trilogie The Anatomy of National Fantasy: Hawthorne, Utopia, and Everyday Life (University of Chicago Press, 1991). Auf der Grundlage ihrer Dissertation untersucht das Buch die Herausbildung nationaler Identität als Beziehungen zwischen Zugehörigkeitsformen, die durch Staat und Gesetz, durch Ästhetik – insbesondere das Genre – und durch alltägliche soziale Beziehungen vermittelt werden. Dabei bezieht Berlant sich auf das Werk Nathaniel Hawthornes.
Der titelgebende Essay The Queen of America Goes to Washington City: Essays on Sex and Citizenship wurde 1993 mit dem Norman Foerster Award für den besten Essay des Jahres in der amerikanischen Literatur ausgezeichnet[11]. Berlant führt darin die Idee der "intimen Öffentlichkeit" ein und untersucht Entwicklung von Politik und Öffentlichkeit seit der Reagan-Ära im Hinblick auf die Zirkulation des Persönlichen, des Sexuellen und des Intimen.
Berlants drittes Buch The Female Complaint: On the Unfinished Business of Sentimentality in American Culture wurde 2008 von der Duke University Press veröffentlicht. Das Projekt begann in den 1980er Jahren, als Berlant Ähnlichkeiten in den Schriften von Erma Bombeck und Fanny Fern feststellte, die das Eheleben von Frauen auf fast identische Weise karikierten, obwohl sie 150 Jahre auseinander lagen.
Berlant verfolgte dieses massenkulturelle Phänomen der "Frauenkultur" als Ursprungsort "intimer Öffentlichkeiten", indem sie die alltäglichen Institutionen der Intimität, der Massengesellschaft und der Politik eher durch Fantasien als durch Ideologie miteinander verknüpfte.

Berlants Buch Cruel Optimism aus dem Jahr 2011 beschreibt den titelgebenden „Grausamen Optimismus“ als eine Beziehungsdynamik, in der Individuen sich an bestimmten Ideen und Objekten orientieren, selbst wenn sie die Bedingungen für das Gedeihen und die Erfüllung solcher Versprechen behindern. Die Aufrechterhaltung von Bindungen, die die Fantasie vom guten Leben aufrechterhalten, egal wie verletzend oder grausam diese Bindungen auch sein mögen, ermöglicht es den Menschen sich durch den Alltag zu bewegen, selbst dann, wenn dieser unerträglich geworden ist. Dabei sind es die Beziehungsweisen selbst, die Berlant dabei ins Zentrum ihrer Überlegungen rückt:
A relation of cruel optimism is a double-bind in which your attachment to an object sustains you in life at the same time as that object is actually a threat to your flourishing. So you can't say that there are objects that have the quality of cruelty or not cruelty, it's how you have the relationship to them. Like it might be that being in a couple is not a relation of cruel optimism for you, because being in a couple actually makes you feel like you have a grounding in the world, whereas for other people, being in a couple might be, on the one hand, a relief from loneliness, and on the other hand, the overpresence of one person who has to bear the burden of satisfying all your needs. So it's not the object that's the problem, but how we learn to be in relation.

## Rezeption
2019 gab Berlant gemeinsam mit Kathleen Stewart den Band The Hundreds heraus, dessen score-basierte Texte (jeder Text besteht aus hundert Wörtern oder einem Vielfachen von hundert Wörtern) auch über den universitären Kontext hinaus rezipiert wurden. Hua Hsu schreibt in einem Artikel im New Yorker: 
The result is a strange and captivating book. It is an inventory of what Berlant and Stewart call “ordinaries,” which arise from encounters with the world that are “not events of knowing, units of anything, or revelations of realness, or facts.” They are records of affect, meditations, manifestos, and prose poems.

## Tod und Nachlass
Berlant starb am 28. Juni 2021 im Alter von 63 Jahren in Chicago an Krebs. Berlants Nachlass befindet sich im Feminist Theory Archive des Pembroke Center for Teaching and Research on Women an der Brown University. Bereits 2014 begann Berlant, ihre Recherchematerialien zu Machtmechanismen im Zusammenhang mit juristischen und institutionellen "Grenzziehungen" zwischen öffentlich und privat in das Archiv zu überführen.

## Veröffentlichungen (auf Deutsch)
- Grausamer Optimismus. Übersetzt von Jen Theodor. Herausgegeben von Çiğdem Inan. b_book,s Berlin 2024, ISBN 978-3-942214-51-3.